# Сурин, Алексей Викторович
Алексей Викторович Сурин (3 ноября 1953, Будапешт — 10 мая 2021, Москва) — советский и российский учёный, доктор экономических наук, профессор, декан факультета государственного управления МГУ (1994—2010).

## Биография
Окончил 11-ю среднюю школу в Москве (1970) и факультет ВМК МГУ (1975). Служба в армии (1976—1977). Учёба в аспирантуре МГУ (1978—1979).
Защитил диссертацию «Природа научности» на степень кандидата философских наук (1979). Директор Центра социально-гуманитарного образования МГУ (1991—1993). Декан факультета факультета государственного управления МГУ (1994—2010), заведующий кафедрой теории и технологий управления.
Защитил диссертацию «Концептуальные основы государственного управления социально-экономическими системами в эпоху информационных технологий» на степень доктора экономических наук (2008). Получил звание профессора (2009).
Читает курсы «Общество и кинематограф — государственные и политические лидеры глазами кино», «Методы принятия управленческих решений», «История, методология и философия управления», «Информационный менеджмент», «Теория управления», «Информационные технологии в управлении», «Глобальное управление».
Область научных интересов: компьютерные и математические методы в управлении; теория государственного управления, управление образованием. Автор 20 книг и более 60 научных статей.
Награждён орденом Дружбы, медалями «250 лет МГУ» и «В память 850-летия Москвы».
Дочь Полина — кандидат экономических наук.